# Ranunculus laticrenatus
Ranunculus laticrenatus är en ranunkelväxtart som beskrevs av E. Hörandl och W. Gutermann. Ranunculus laticrenatus ingår i släktet ranunkler, och familjen ranunkelväxter. Inga underarter finns listade i Catalogue of Life.